# Horace Walpole
Horatio Walpole, al 4-lea Conte de Orford (n. 24 septembrie 1717, Londra, Regatul Marii Britanii – d. 2 martie 1797, Londra, Regatul Marii Britanii) — cunoscut, de asemenea, ca Horace Walpole — a fost un istoric de artă, literat, anticar și politician liberal englez.
El a construit Strawberry Hill House la Twickenham, în sud-vestul Londrei, revitalizând stilul gotic cu câteva decenii înaintea succesorilor săi victorieni. Reputația sa literară se bazează pe romanul gotic, Castelul din Otranto (1764) și pe Scrisorile sale, care prezintă un interes social și politic semnificativ.
El a fost fiul primului ministru britanic Sir Robert Walpole. Ca urmare a faptului că Horace Walpole nu a avut copii, rangul de baron a fost moștenit la moartea lui de vărul său cu același nume, care a devenit noul Conte de Orford.

## Primii ani: 1717-1739
Walpole s-a născut la Londra, fiind fiul cel mai mic al primului ministru britanic Sir Robert Walpole și al soției acestuia, Catherine. Ca și tatăl său, el a obținut o educație timpurie la Bexley; a studiat apoi la Colegiul Eton și la King's College din Cambridge.

## Grand Tour: 1739-1741

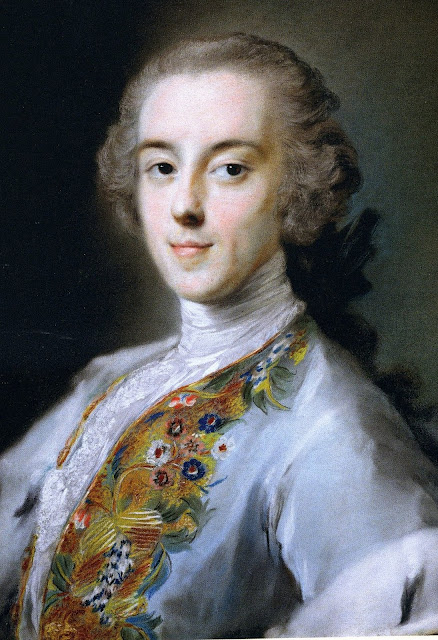
Walpole de Rosalba Carriera, circa 1741.

Walpole a mers în Grand Tour cu Gray, dar așa cum Walpole și-a reamintit mai târziu: „nu am ajuns la Calais înainte ca Gray să-și exprime nemulțumirea că eu eram un băiat, iar el, deși infinit mai mult un bărbat, nu era suficient de matur pentru a acorda permisiuni”.:50 Au plecat din Dover pe 29 martie și au ajuns la Calais în aceeași zi. Apoi au călătorit prin Boulogne, Amiens și Saint-Denis, ajungând la Paris, pe 4 aprilie. Aici s-au întâlnit cu mai mulți nobili englezi.:51 La începutul lunii iunie au părăsit Parisul și s-au îndreptat către Reims, apoi în septembrie au mers la Dijon, Lyon, Dauphiné, Savoia, Aix-les-Bains, Geneva, și apoi înapoi la Lyon.
În octombrie au plecat în Italia, ajungând la Torino în noiembrie, apoi au mers la Genova, Piacenza, Parma, Reggio Emilia, Modena, Bologna, iar în decembrie au ajuns la Florența. Aici a legat o prietenie cu Horace Mann, un asistent al ministrului britanic de la Curtea Toscanei:53seq și a scris Epistle from Florence to Thomas Ashton, Esq., Tutor to the Earl of Plymouth, un amestec de istorie a partidului liberal cu învățăturile lui Middleton.:60seq În februarie 1740 Walpole și Gray au plecat la Roma cu intenția de a asista la conclavul cardinalilor de după moartea papei Clement al XII-lea (pe care nu-l văzuseră niciodată).:61 Walpole a dorit să participe la petrecerile mondene și Gray a vrut să viziteze toate locurile antice. Într-una din petrecerile mondene de la Roma, l-a văzut pe Vechiul Pretendent James Francis Edward Stuart și pe cei doi fii ai săi, Charles Edward Stuart și Henry Stuart, deși nu există nici o mențiune că ar fi stat de vorbă.:62
Walpole a vizitat apoi Veneția, Genova, Antibes, Toulon, Marsilia, Aix, Montpellier, Toulouse, Orléans și Paris. El s-a întors în Anglia pe 12 septembrie 1741, ajungând la Londra pe 14 septembrie.:77

## Cariera parlamentară inițială: 1741-1754
La alegerile generale din 1741 Walpole a fost ales membru liberal al Parlamentului din partea circumscripției Callington, Cornwall. El a deținut acest mandat timp de treisprezece ani, deși n-a vizitat niciodată parohia Callington.:80 Walpole a intrat în Parlament cu puțin timp înainte de căderea tatălui său de la putere: în decembrie 1741 Opoziția a obținut pentru prima dată majoritatea în Camera Comunelor după douăzeci de ani. În ianuarie 1742 guvernul lui Walpole ducea încă lupte grele în Parlament, dar pe la sfârșitul lunii Horace și ceilalți membri ai familiei i-au cerut premierului să demisioneze după o înfrângere parlamentară.:82
Walpole și-a ținut primul discurs pe data de 19 martie împotriva moțiunii că trebuia formată o comisie de anchetă care să investigheze ultimii zece ani ai guvernului condus de Sir Robert Walpole. În următorii trei ani Walpole a petrecut mult timp împreună cu tatăl său la casa rurală Houghton Hall din Norfolk.:84 Tatăl său a murit în 1745 și i-a lăsat lui Horace Walpole restul chiriei aduse de casa lui din Arlington Street, Londra, 5.000 de lire sterline în numerar și oficiul de colector vamal (ce-i aducea un venit de 1.000 de lire sterline pe an). Cu toate acestea, el a murit în datorii, al căror total se ridica la o sumă cuprinsă între 40.000 și 50.000 de lire sterline.:97
La sfârșitul anului 1745 Walpole și Gray și-au reluat relațiile de prietenie.:100–101 În același an a început ascensiunea facțiunii iacobine.:102

## Cariera parlamentară târzie: 1754-1768

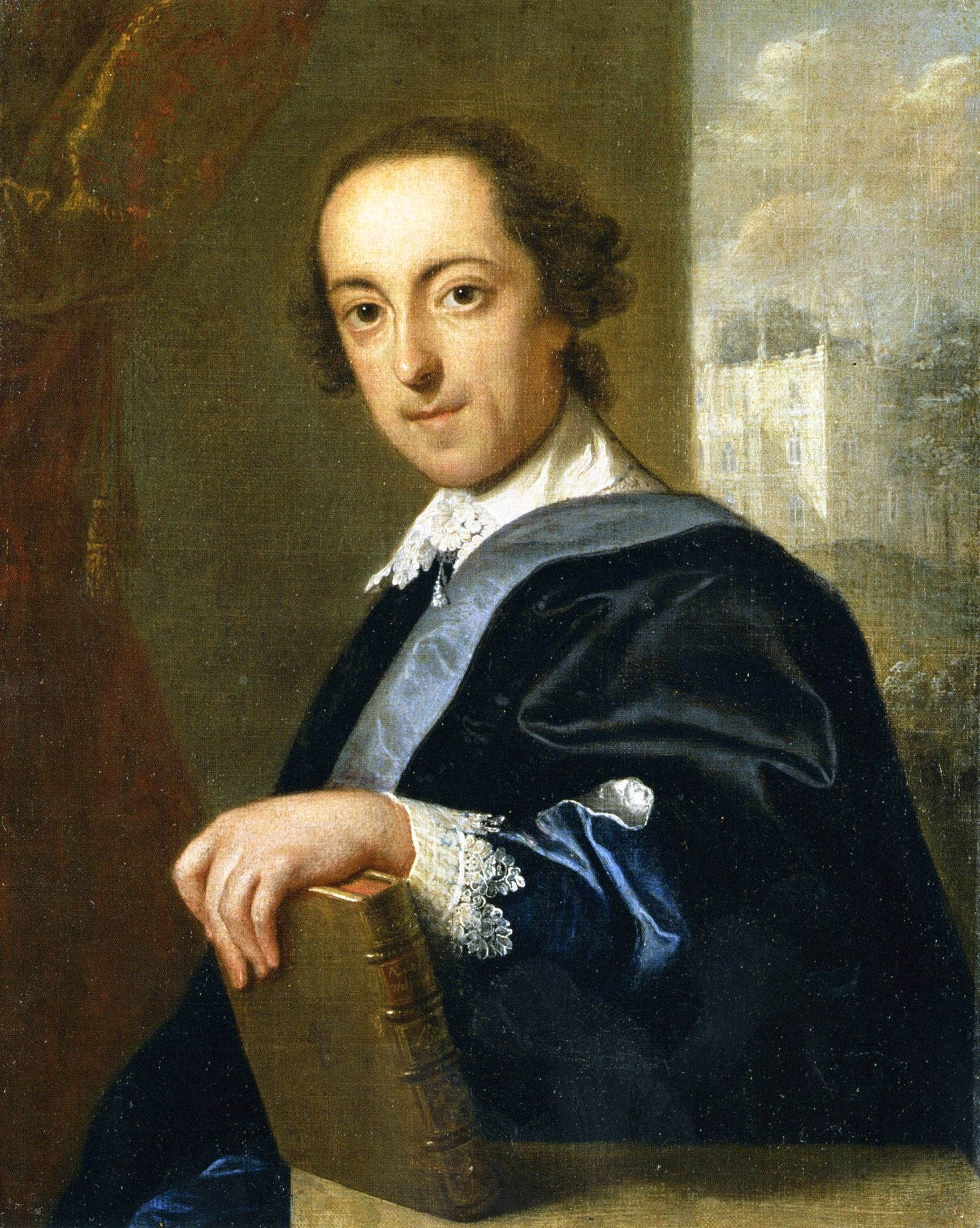
Horace Walpole de John Giles Eccardt, circa 1755.

Walpole a fost membru al Parlamentului pentru circumscripția rurală Castle Rising, constând din patru sate aflate în apropiere de Kings Lynn, Norfolk, din 1754 până în 1757. La el acasă, el a atârnat o copie a mandatului de execuție a lui Carol I cu inscripția „Major Charta” și a scris „cea mai puțin rea dintre toate crimele este cea a unui rege”.:126–127
Walpole a fost îngrijorat de faptul că, în timp ce colegii săi liberali se luptau între ei, conservatorii câștigau putere, iar rezultatul final a fost instituirea în Anglia a unei monarhii absolutiste.:127
În 1757 a scris pamfletul anonim, A Letter from Xo Ho, a Chinese Philosopher at London, to his Friend Lien Chi at Peking, prima dintre scrierile sale cele mai cunoscute.
Walpole a fost un adversar important al deciziei de executare a amiralului Byng.:201
Tatăl său a fost creat Conte de Orford în 1742. Fratele mai mare al lui Horace, al 2-lea Conte de Orford (c.1701-1751), a trecut titlul fiului său, al 3-lea Conte de Orford (1730-1791). Când cel de-al 3-lea Conte a murit necăsătorit, Horace Walpole a devenit al 4-lea Conte de Orford. Cantitatea masivă de corespondență pe care a lăsat-o în urmă a fost publicată în mai multe volume, începând din anul 1798. De asemenea, o mare colecție de lucrări, inclusiv scrieri istorice, a fost publicată imediat după moartea lui.

## Scrieri
Strawberry Hill a avut propria sa tipografie, Strawberry Hill Press, care a susținut activitatea literară intensă a lui Horace Walpole.
În 1764, fără a-și folosi propria tipografie, el a publicat anonim romanul gotic Castelul din Otranto, susținând pe pagina de titlu că era o traducere „din originalul italian al lui Onuphirio Muralto”. Prefața celei de-a doua ediții, potrivit lui James Watt, „a fost adesea considerată ca un manifest pentru literatura gotică modernă, atestând că lucrarea lui, subintitulată acum „O poveste gotică”, intenționa să restaureze calitățile imaginației și invenției în ficțiunea contemporană”. Cu toate acestea, există elemente ludice în prefețele ambelor ediții și chiar în narațiunea propriu-zisă. Romanul începe cu strivirea fiului lui Manfred (Prințul de Otranto) sub o cască masivă ca urmare a unor cauze supranaturale. Cu toate acestea, acel moment, împreună cu restul intrigii în desfășurare, include un amestec de elemente supranaturale sublime și ridicole. Narațiunea dezvăluie în cele din urmă cum este afectată familia lui Manfred într-un mod care a servit ca model pentru creații literare gotice ulterioare.
Începând din 1762, Walpole a publicat Anecdotes of Painting in England, bazat pe notele manuscrise ale lui George Vertue. Memoriile sale cu privire la viața socială și politică britanică, deși extrem de părtinitoare, sunt o sursă primară utilă pentru istorici.

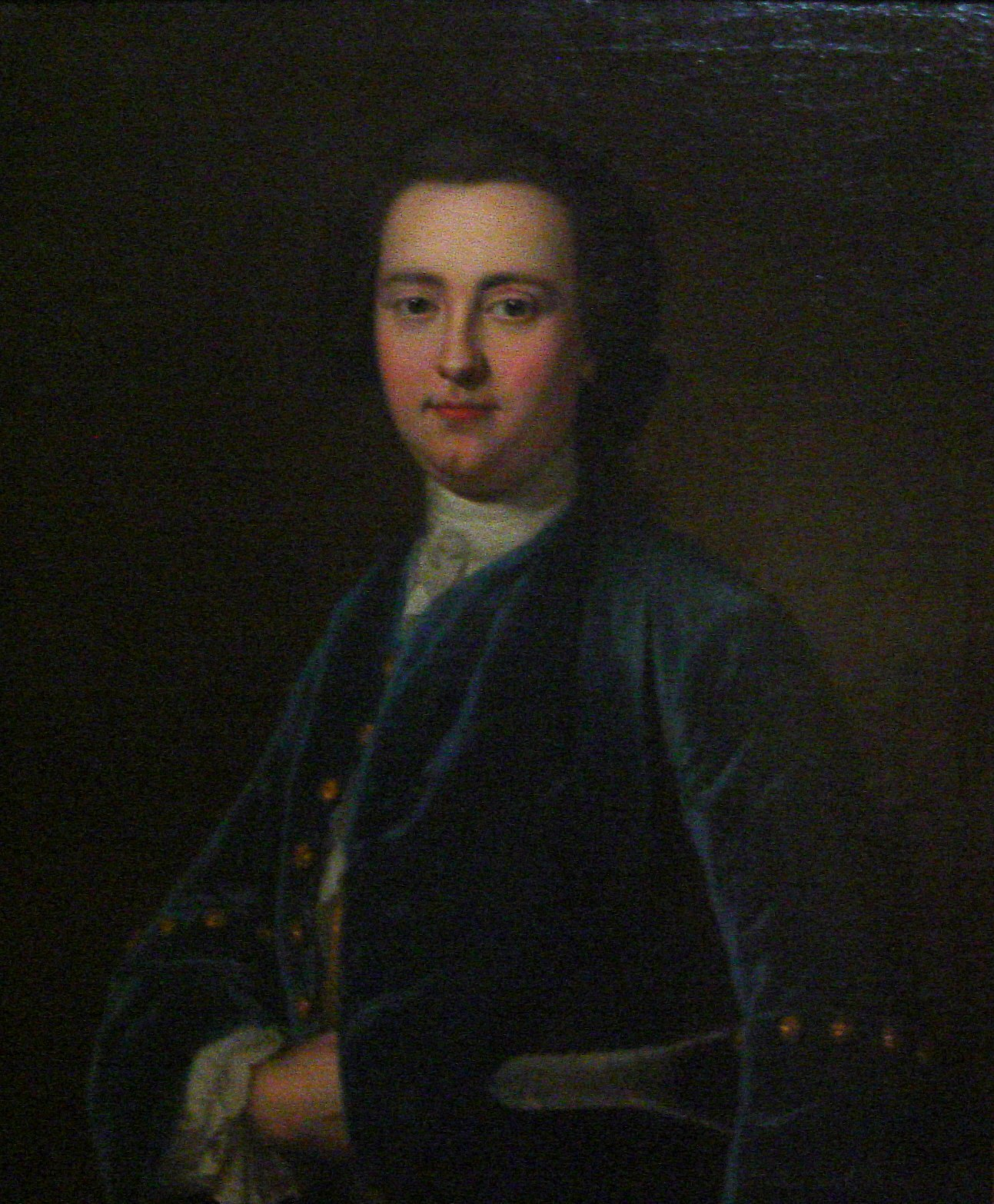
Portretul lui George Montagu de John Giles Eccardt după Jean-Baptiste van Loo (c. 1713-1780)
Peterborough Museum and Art Gallery. Un prieten apropiat și corespondent al lui Horace Walpole

Scrieri semnificative
- Some Anecdotes of Painting in England (1762)
- The Castle of Otranto (1764)
- The Mysterious Mother (1768)
- Historic Doubts on the Life and Reign of Richard III (1768)
- On Modern Gardening (1780)
- A Description of the Villa of Mr. Horace Walpole (1784)
- Hieroglyphic Tales (1785)

## Stiluri formale de adresare
- Mr Horace Walpole (1717–1741)
- Mr Horace Walpole, MP (1741–1742)
- The Hon. Horace Walpole, MP (1742–1768)
- The Hon. Horace Walpole (1768–1791)
- The Rt Hon. The Earl of Orford (1791–1797)

## Societatea Walpole
Societatea Walpole  a fost înființată în anul 1911 pentru a promova studiul istoriei artei britanice. Sediul central se află în Departamentul de Stampe și Desene de la British Museum, iar directorul ei este Simon Swynfen Jervis, FSA.